# 이인수 (정치학자)
이인수(李仁秀, 1931년 9월 1일~2023년 11월 1일)는 공군 군인(장교)을 지낸 대한민국의 정치 철학자 겸 대학 교수이자 교육인이다. 본은 전주(全州)이자 양녕대군파 후손으로, 주요적인 거주지는 서울특별시 종로구 이화동이었다.
1950년 4월에서부터 1955년 8월까지 5년 4개월 동안 공군 장교를 지냈었던 예비역 공군 대위 출신의 정치학자 겸 대학 교수이며, 명지대학교 법과대학 행정학과 명예교수 겸 연세대학교 사회과학대학 정치외교학과 석좌교수 등을 지냈다. 본관은 전주 이씨이고 태종의 장남 양녕대군의 후손이다.

## 생애
일제강점기 경기도 양주군 시둔면에서 이승용과 조은숙의 2남 4녀 중 차남으로 태어났으며 경성부에서 성장하였다.
제1·2·3대 대통령을 역임한 이승만의 양자(양삼남, 호적상 법적 셋째아들.)이다. 뉴욕대학교에서 박사 학위를 받은 후 정치학자로서 명지대 법대의 학장을 지냈으며 건국 60주년 기념사업 준비위원회 위원이었다.
1994년 태백산맥은 이적 표현물이라며 작가 조정래를 국가보안법 위반 혐의로 고발하였다.
1994년 1월 23일 방영된 KBS 1TV <다큐멘터리 극장> '대통령에 도전한다 최능진' 내용이 "북한의 대남전력과 궤를 같이 하고, 우리의 건국사를 왜곡·날조했으며 건국원훈에 대한 터무니없는 중상모략과 음해를 했다"는 이유 탓인지 KBS 홍두표 사장 등 등 3명을 양부(이승만)의 명예훼손과 국가보안법 위반혐의로 서울지검에 고소했다 .
1995년 KBS 1TV에서 방송된 드라마 김구에서는 해당 작품이 양부의 명예를 훼손했다며 KBS의 홍두표 사장과 KBS 드라마운영팀의 윤흥식 CP 등 3명을 양부의 명예훼손과 국가보안법 위반 혐의로 서울지검에 고소했다.
2006년 KBS 1TV에서 방영된 드라마 서울 1945에서는 해당 작품이 양부의 명예를 훼손했다는 이유로 연출자(윤창범)와 작가(이한호)를 그 해 7월 고소했지만 KBS 드라마본부의 윤창범 PD와 이한호 작가는 나중에 무죄가 선고됐다.
이승만 기념사업회 이사장이며 2007년 건국 60년 기념 사업회 준비위원을 지냈다.
2023년 11월 1일 종로구 연건동에 위치한 서울대학교병원에서 사망했다.

## 학력
- 서울보성고등학교 졸업(1950년)
- 고려대학교 경영학과 학사(1960년)
- 고려대학교 대학원 경영학과 경영학 석사(1968년)
- 경희대학교 대학원 정치외교학과 정치학 석사(1970년)
- 미국 뉴욕 대학교 대학원 국제정치학과 정치학 박사(1976년)

## 직계 가족 관계
친가
- 친조부: 이경창(李景昌, 1878년~1959년) - 경기도 부천군 소사읍 지역의 전직 유지 출신. - 양조부(이경선)의 어언 39살 어린 12촌 동생. - 양부(이승만)의 어언 3살 어린 13촌 숙부.
- 친조모: 조시헌(曺視軒, 1879년~1947년) - 창녕 조씨 부인.
  - 큰아버지(백부): 이승규(李承圭, 1898년~1968년) - 경기도 부천군 소사읍 지역의 전직 유지 출신.
  - 큰어머니(백모): 조광원(曺廣圓, 1893년~1972년) - 창녕 조씨 부인.
    - 친종형: 이욱수(李旭秀, 1920년~2006년) - 경기도 부천시 소사구 소사본동 지역의 전직 유지 출신.
    - 종형수: 조태복(曺台福, 1924년~2007년) - 창녕 조씨 부인.
    - 친종형: 이치수(李致秀, 1928년~1995년) - 인천 중구 북성동 소재 모 감리교회 집사 출신.
    - 종형수: 조철매(曺哲梅, 1928년~2001년) - 창녕 조씨 부인.

  - 아버지(생부): 이승용(李承用, 1904년~1984년) - 경기도 의정부시 의정부동 지역의 전직 유지 출신.
  - 어머니(생모): 조은숙(曺銀淑, 1907년~1989년) - 창녕 조씨 부인.
    - 친누나: 이영수(1922년~2003년)
    - 친누나: 이은수(1924년~1960년) - 사일구 당시 요절
    - 친형: 이건수(李建秀, 1925년~1986년) - 경기도 의정부시 의정부동 지역의 전직 유지 출신.
    - 형수: 조성순(曺誠順, 1924년~1994년) - 창녕 조씨 부인.
    - 친누나: 이정수(1928년~1987년)
    - 친누나: 이순수(1930년~2011년)

양가
- 양고조할아버지: 이황(1784년~1845년) - 양부 이승만의 증조부.
- 양고조할머니: 남양 홍씨(1787년~1857년) - 양부 이승만의 증조모.
  - 양증조할아버지: 이창록(李昌祿, 1811년~1862년) - 양부 이승만의 할아버지.
  - 양증조할머니: 밀양 박씨(1817년~1849년) - 양부 이승만의 친할머니.
  - 양계증조모: 제주 고씨(1833년~1905년) - 양부 이승만의 새할머니.
    - 양조부: 이경선(李景善, 1839년~1912년) - 양부 이승만의 아버지[8]
    - 양조모: 김해 김씨 김말란(金末蘭, 1833년~1896년)
      - 큰양고모: 전주 이씨 부인(全州 李氏 夫人, 1856년~1934년)
      - 큰양고모부: 우태명(禹泰命, 1857년~1928년)
      - 둘째양고모: 전주 이씨 부인(全州 李氏 夫人, 1859년~1899년)
      - 둘째양고모부: 심원기(沈遠基, 1858년~1925년)
      - 아버지(양부): 이승만(李承晩, 1875년 3월 26일~1965년 7월 19일) - 양부 이승만(원래 15촌 아저씨)은 박춘겸과 성주 도씨의 딸 밀양 박씨 박승선 여사와 이혼 훗날 프란체스카 이부란 여사와 재혼.

    - 양외조부: 루돌프 헤르베르트 조마르스 도너(1863년~1922년) - 양모 이부란 여사의 친정 아버지.
    - 양외조모: 프란치스카 톨라 카랄 게를하르트 도너(1869년~1937년) - 양모 이부란 여사의 친정 어머니.
      - 어머니(양모): 프란체스카 이부란(Francesca 李富蘭, 1900년 6월 15일~1992년 3월 19일)
        - 첫째 양형: 이봉수(李鳳秀, 1898년 6월 9일~1904년 6월 27일) ... 어린 시절에 7세로 병사[9]
        - 둘째 양형: 이은수(李恩秀, 1917년 1월 22일~1991년 2월 1일) - 생부는 친가 큰아버지 이승규(李承圭, 1898년~1968년)이고, 경기도 부천시 소사구 소사본동 지역의 전직 유지 출신.
        - 둘째 양형수: 조당복(曺棠福, 1918년 7월 18일~1996년 8월 2일) - 창녕 조씨 부인
        - 본인: 이인수(李仁秀, 1931년 9월 1일~2023년 11월 1일) - 정치학자 겸 대학 교수
        - 배우자: 조혜자(曺慧子, 1942년 4월 14일~) - 창녕 조씨 부인.
          - 장남: 이병구(李丙九, 1969년~) - 기혼 및 성가.
            - 손자: 이우진(李宇鎭, 1996년~)
            - 손자: 이원진(李源鎭, 1997년~)

          - 차남: 이병조(李丙朝, 1971년~) - 기혼 및 성가.
            - 손녀: 이민지(李珉志, 1997년~)
            - 손자: 이창형(李昌炯, 2000년~)

        - 막내 양제: 이강석(李康石, 1937년 2월 5일~1960년 4월 28일) - 생부는 효령대군파 후손인 이기붕(李起鵬, 1896년 12월 20일~1960년 4월 28일)으로, 전직 대한민국 제3대 국방부 장관 역임.

## 갤러리

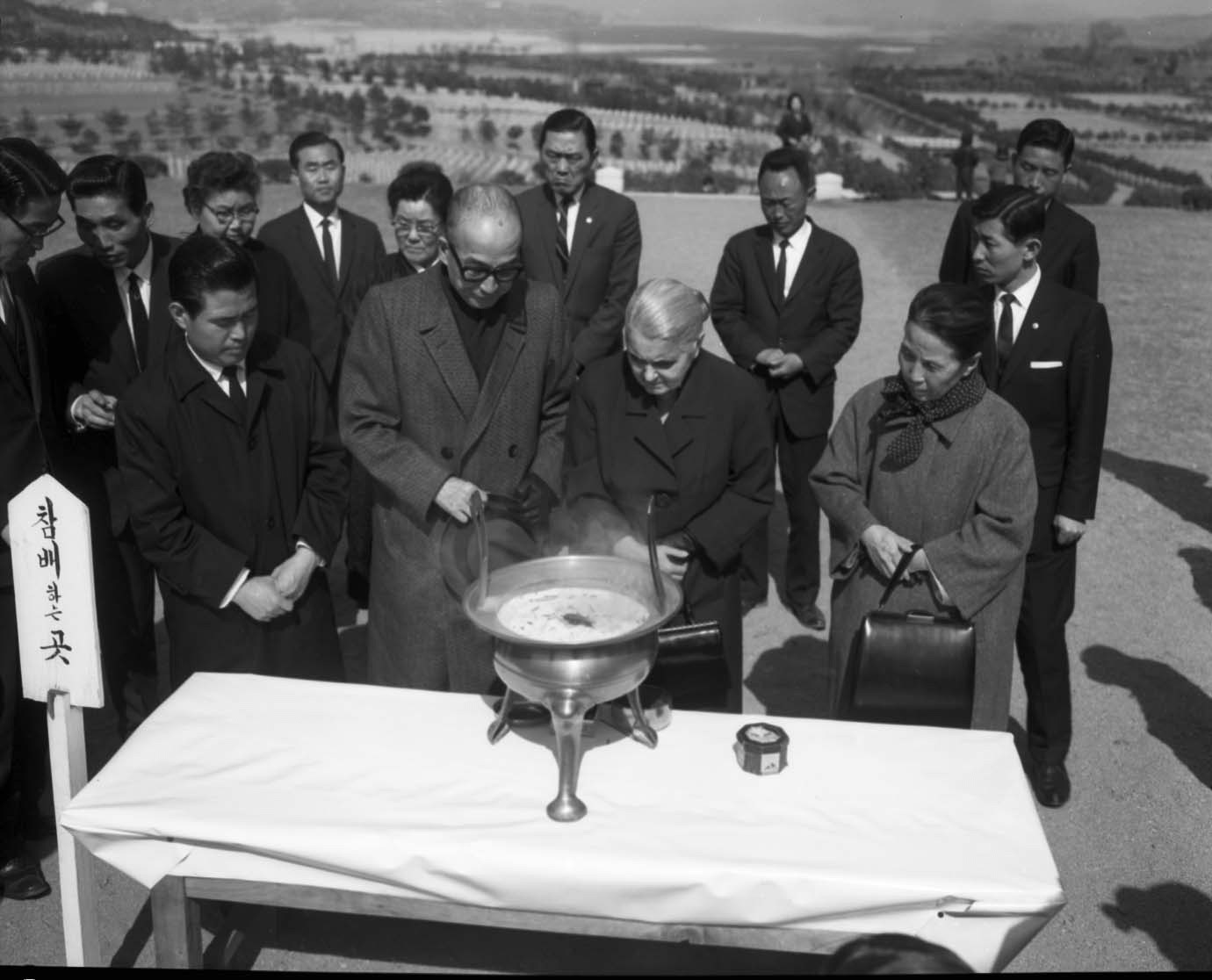
1966년 3월 21일, 이승만 전 대통령 성묘. 맨 앞 줄 왼쪽부터 양자 이인수 박사, 윤치영 서울시장, 프란체스카, 윤치영의 아내 이은혜.
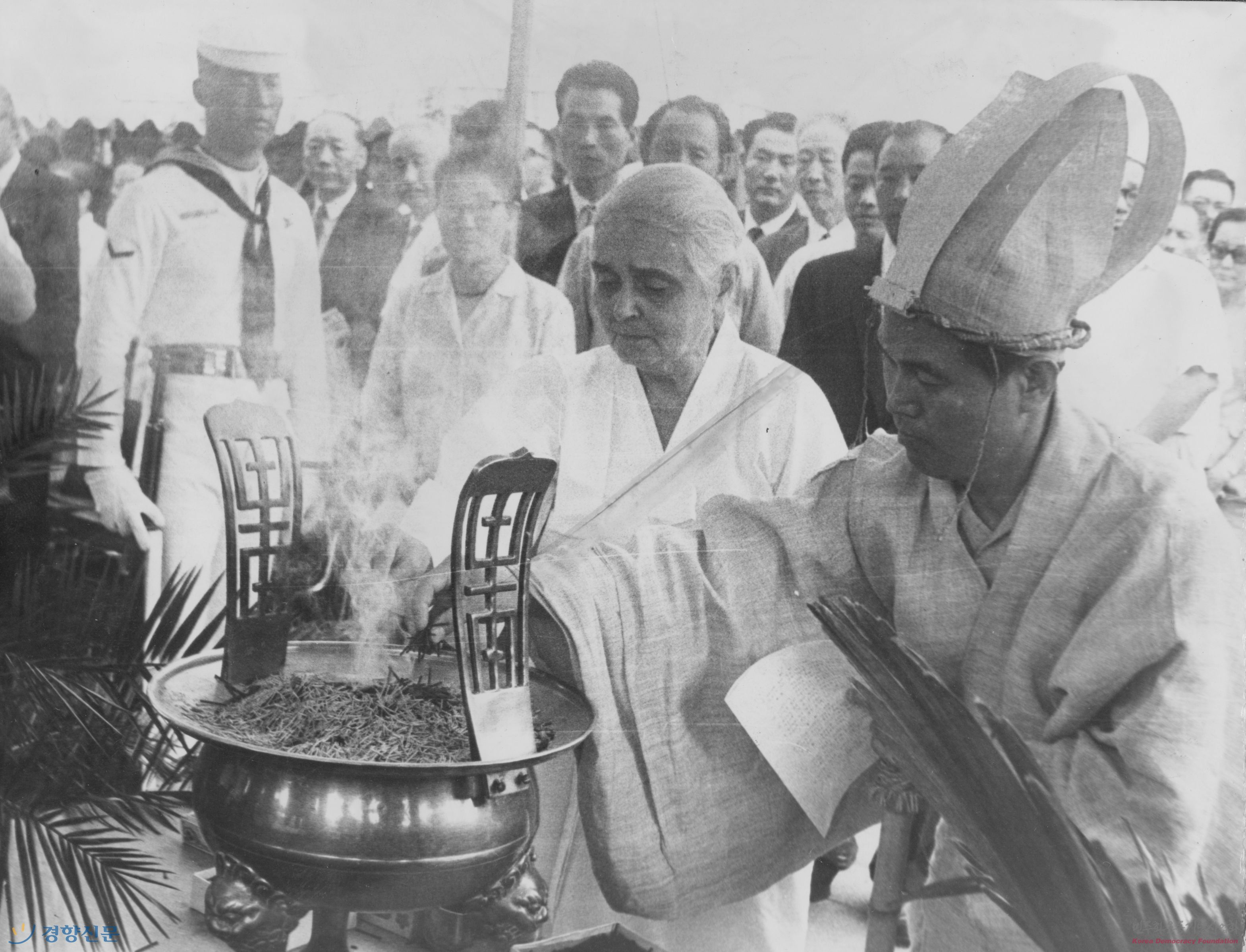
1967년 7월 27일, 이승만 대통령 기일에 분향하고 있는 프란체스카와 아들 이인수.